# Villa Masini
Villa Masini è una villa situata in via del Pestello 22-24 a Montevarchi.

## Storia
Voluto dall'imprenditore Angiolo Masini in onore della seconda moglie (deceduta prima della fine dei lavori) e come dimora atta a celebrare la fortuna di famiglia acquisita grazie alla fiorente attività della fabbrica di cappelli La Familiare, il palazzo (o villa) Masini venne commissionato all'ing. Giuseppe Petrini, montevarchino di nascita e amico personale dell'imprenditore, nel 1924.
Rientrato in Toscana dopo il periodo di formazione e di lavoro a Torino, il Petrini, abbandonata la libera professione, lavorava come ingegnere alle dipendenze delle Ferrovie dello Stato; per tale motivo il progetto venne firmato dall'arch. Luigi Zumkeller, con il quale sorsero, in fase di realizzazione, alcune controversie soprattutto per quanto riguarda l'inserimento della torretta sull'angolo occidentale.
I lavori, costati sembra più di 2.000 lire e affidati alla Ditta Failli di Montevarchi, si conclusero nel 1927; il permesso di abitabilità venne rilasciato il 13 giugno 1928.
La sovrabbondante decorazione esterna, improntata ad un elaborato linguaggio di matrice eclettica, si avvalse dell'opera di numerosi artefici locali e non: i modellatori montevarchini Leopoldo Brandaglia, Giovanni Bianchi e Luigi Chiesi; Alfredo Fini per le decorazioni pittoriche presenti nel loggiato di facciata; la prestigiosa ditta Ulisse De Matteis di Firenze per le vetrate policrome mentre le inferriate, esterne e interne, e la ricca recinzione in ferro battuto - di cui, in seguito alla campagna del Ferro alla Patria in epoca fascista rimane soltanto il cancello principale - fu realizzata dalla ditta Giulio Bruni di Pistoia.
Nel giardino, in origine sistemato all'italiana sul davanti e a pomaio sul retro, i vari gruppi scultorei di animali e di creature fantastiche realizzati in cemento con anima di ferro furono opera dello scultore Leopoldo Brandaglia, famoso negli anni Venti per questo tipo di ornamentazione dei giardini.
Il trionfo decorativo prosegue all'interno con le opere plastiche di Elio Galassi e di Pietro Guerri, pittoriche di Emilio Vasarri, lignee della ditta Tassini di Montevarchi.
Dal gennaio al luglio 1944 la villa fu sede del Comando militare tedesco e successivamente utilizzata come ospedale dalle truppe americane, per tornare infine ad uso dei proprietari nel 1945. Nel 1943 la rimessa fu adibita ad abitazione per gli sfollati e l'edificio subì diversi lavori di modifica tra cui la costruzione del tetto a falde, che ridusse la torretta posta in angolo a semplice piccionaia.
Tra il 1992 e il 1994 sono stati eseguiti diversi lavori di manutenzione e di restauro sia degli annessi che delle decorazioni interne della villa. Villa Masini è stata anche il set di alcune scene del film vincitore del premio oscar La vita è bella di Roberto Benigni.

## La critica
Ispirato nel suo complesso a concezioni e stilemi prevalentemente di carattere tardo-eclettico, cui si integrano alcune brevi connotazioni di gusto liberty e déco, l'edificio appare piuttosto anacronistico rispetto all'epoca di costruzione e superato da un punto di vista formale e stilistico; tuttavia, esso costituisce nella realtà locale un episodio architettonico di spicco, rappresentativo soprattutto della personalità del committente, esponente di quella borghesia imprenditoriale interessata, almeno per prestigio personale, alla importazione, sebbene in questo caso tardiva, di un gusto europeo sontuoso e raffinato.
Gli studi solo di recente intrapresi sulla realtà montevarchina per la documentazione e la conservazione del patrimonio architettonico locale, valutano il palazzo in tal senso, riconoscendolo come "esemplare tipologia di residenza" e come "esempio del proliferare a Montevarchi del linguaggio liberty" mentre di diverso avviso Cozzi, che riconosce nel linguaggio architettonica della villa la evidente matrice tardo-eclettica.
Nella Relazione per il Decreto di Vincolo (1987) viene messa in evidenza la ricerca da parte del Petrini di effetti scenografici ispirati al simbolismo (soprattutto nei gruppi scultorei del giardino) e la dipendenza dell'edificio da modelli acquisiti dal progettista durante l'esperienza torinese, in particolare dall'opera di Giuseppe Sommaruga e di Basile, sia da un punto di vista di elaborazione formale che tecnico-funzionale (gli impianti del palazzo Masini risultavano all'avanguardia per l'epoca), nonché dagli esempi europei dell'architettura liberty, in particolare dall'opera di Victor Horta nella maison Tassel per quanto riguarda l'articolazione distributiva.

## L'edificio

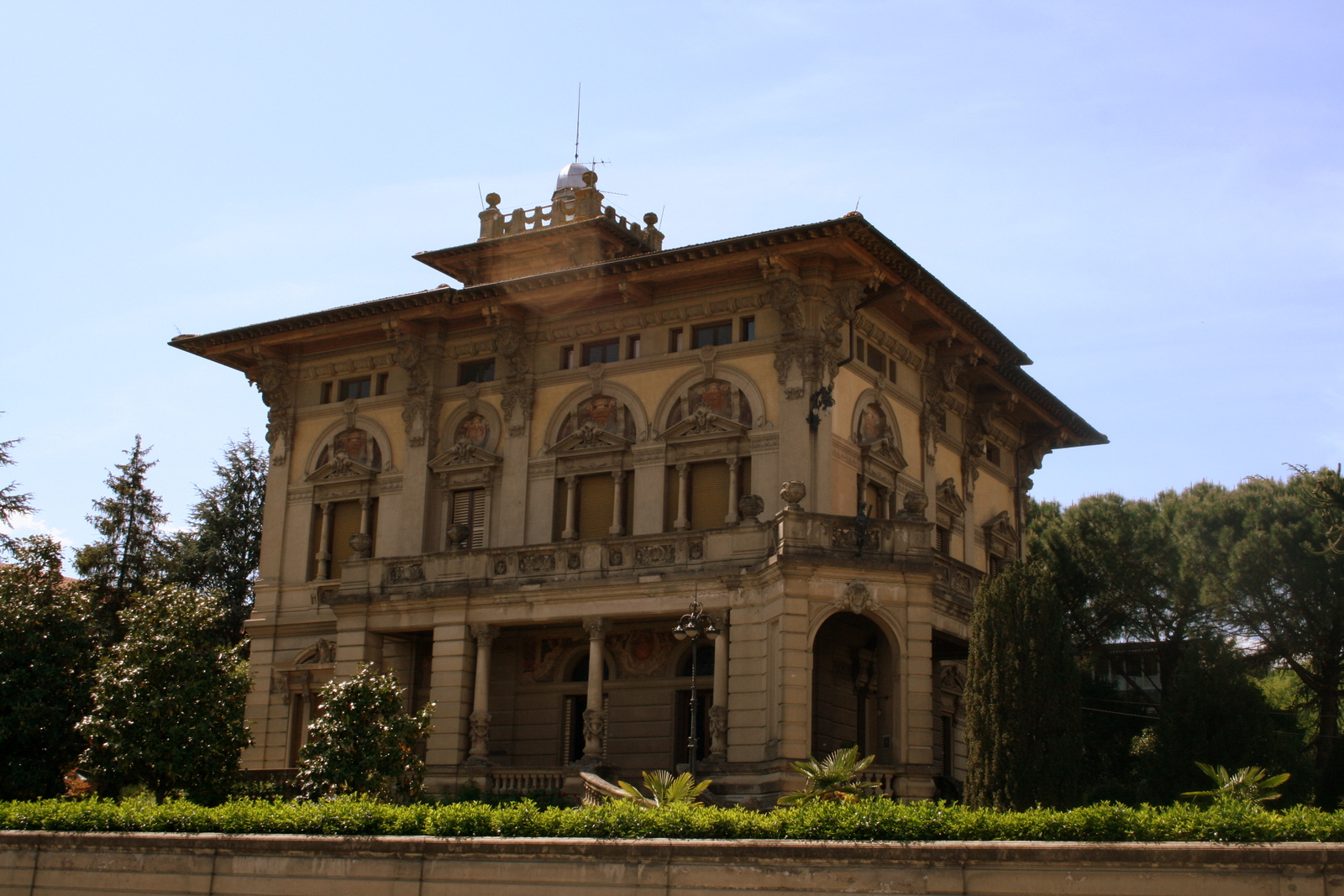
Villa Masini, oggi

Il complesso della villa Masini, comprendente la casa, il parco, la serra e la rimessa, occupa un vasto appezzamento rettangolare di terreno sistemato a giardino e recintato, posta all'inizio della via del Pestello, strada cosiddetta dal nome della frazione che attraversa e che si qualifica come pedecollinare e periferica rispetto al centro cittadino.
In fregio alla via, che è affiancata sul lato Est dal torrente Dogana, sorgono altre costruzioni a carattere residenziale unifamiliare, sulle quali la villa si distingue nettamente per la monumentalità, l'elaborata decorazione e la torretta d'angolo che ne costituisce il richiamo particolare. È preceduta dalle due villette fatte costruire negli anni appena precedenti dallo stesso Masini, con più dimesse connotazioni decorative. Sull'altro lato del torrente, in direzione del nucleo cittadino, si trova poco più avanti lo stabilimento dove aveva sede la fabbrica di cappelli La Familiare, oggi restaurato e destinato a negozi e uffici e ancora segnalato dall'alta ciminiera in laterizio.
Sul retro della villa, a causa della poco controllata attività edilizia negli anni Sessanta e Settanta, sorgono diverse costruzioni alcune delle quali direttamente a ridosso del muro di cinta della villa stessa, soffocandone in parte la presenza sul territorio circostante che in origine appariva dominato dalla sua architettura.
La proprietà Masini è separata dalla strada mediante un lungo muro di cinta sovrastato da una fitta siepe e caratterizzato da un monumentale cancello di ingresso in ferro battuto di chiara ispirazione liberty, preziosa testimonianza di artigianato altamente qualificato, decorato con sinuosi motivi floreali a cui si aggrappano due pavoni.
Ai lati del cancello principale, stretto tra due possenti pilastri sovrastati da lumiere sempre in ferro battuto, si aprono i cancelletti secondari, nei quali il ferro battuto è modellato secondo una grafia più geometrica e stilizzata, con al centro il monogramma del proprietario. All'interno, il viale di accesso - costeggiato da siepi di alloro e chiuso sul fondo dal basso padiglione della serra a cui è contigua la palazzina a due piani detta la Rimessa - imbocca a sinistra la gradonata, ornata ai lati da gruppi di statue raffiguranti un leone e una leonessa in lotta contro i serpenti, che conduce a sua volta alla scalinata di accesso. Quest'ultima, a due rampe svolte a tenaglia intorno all'avancorpo angolare della loggia, è pavimentata a mosaico e preceduta dal motto "In Labore Vita" che incornicia a terra una piccola vasca semicircolare ai piedi dell'ampia arcata d'angolo decorata da una protoma. L'aggetto della loggia, sostenuto da pilastri in finto bugnato e da snelle colonne composite con il fusto ornato da festoni, costituisce il terrazzo su cui si aprono le portefinestre del primo piano, cintato da un parapetto in muratura con specchiature decorate da motivi floreali in rilievo.

### L'esterno

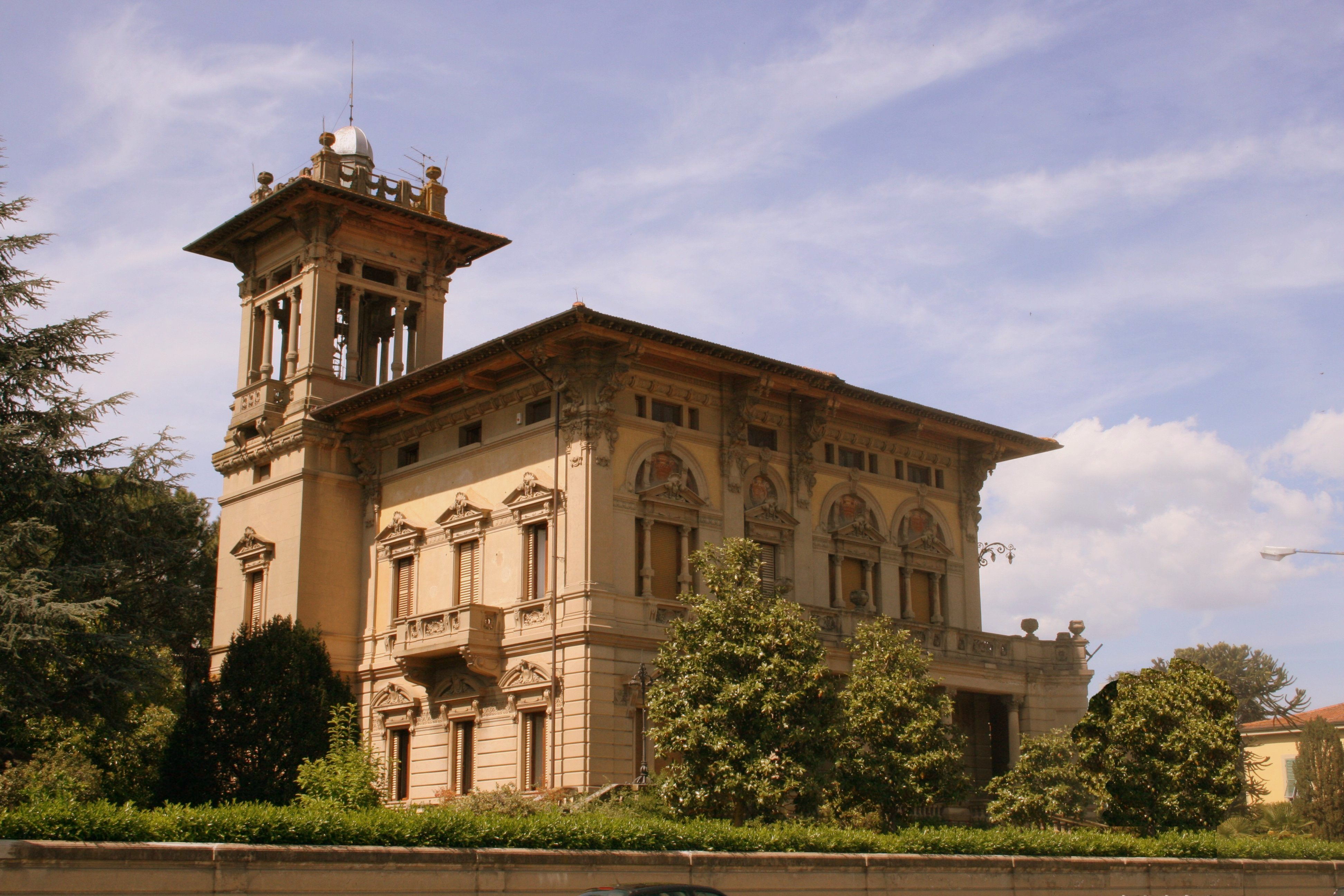
Villa Masini, l'esterno

La villa presenta un impianto rettangolare articolato su tre piani oltre il seminterrato.
Il piano terreno è rafforzato da fasce orizzontali a finto bugnato interrotte da ampie aperture coronate da mensole e timpanature triangolari o circolari ornate da cartigli, ma sotto il loggiato, ravvivato dalle coloriture del soffitto, il portoncino di ingresso in legno e ferro battuto e le due portefinestre del salone, unite da un cornicione che corre all'altezza dell'imposta delle aperture a lunetta superiori, sono coronate da una decorazione pittorica dai vivaci colori che corre sulla fascia superiore e mutua dal nostrano repertorio liberty puttini alati e nastri svolazzanti coniugandoli con più tradizionali festoni di verzura e vasi.
Oltre la pesante cornice marcapiano, il piano nobile è arricchito dal grande terrazzo d'angolo e da altri terrazzini al centro dei fronti laterali; le aperture del fronte principale sono inserite in ampie arcate a tutto sesto pesantemente incorniciate e tripartite a serliana da colonnine composite che sorreggono la corta trabeazione conclusa dal timpano triangolare, a sua volta decorato al vertice da protome egizie di reminiscenza secessionista. Dietro i frontoni le lunette cieche ospitano nuovamente decorazioni pittoriche di vasi rossi e oro su fondo blu intenso.
Le spesse lesene che chiudono al primo piano la facciata alle estremità e rafforzano lo scatto in avanti del settore terminale escluso dall'appendice del loggiato, sono arricchite, all'altezza della cornice superiore che sottolinea le aperture rettangolari del piano sottotetto, da sovrabbondanti stucchi a festoni e ghirlande da cui si generano i mensoloni di sostegno della gronda, plasmati in modo da simulare allegoricamente gli artigli di un rapace ancorato ai capitelli dei pilastri. Sotto la gronda stessa, aggettante per circa 1,5 m., il punto di coagulo di tutte queste componenti decorative è costituito dall'angolo tra le due facciate principali, fortemente segnato dalle due lesene e dal pesante raddoppio dei plastici mensoloni.
Quasi per contrasto, lo spigolo è ornato da un leggero e sinuoso portalampada pensile in ferro battuto, mentre più in basso un reggifiaccola in forma di drago segna il centro del parapetto dell'avancorpo del terrazzo. Da notare l'adozione degli avvolgibili per gli infissi delle facciate principali, accorgimento decisamente innovativo all'epoca della costruzione, mentre le altre aperture sono dotate di persiane in legno scorrevoli a spessore nel muro.
L'esuberanza plastica e decorativa si attenua sulle facciate secondarie, ma un discorso a parte merita il prospetto laterale sinistro, per l'inserimento della torretta quale appendice dominante della villa. Se le composite aperture al primo piano delle due facciate principali richiamano modelli milanesi, il particolare della torretta d'angolo può essere fatto risalire alle architetture di Gino Coppedè, e in particolare alla Villa Frisoni realizzata nel 1906 nella vicina Bucine. La torretta della villa Masini, solida e compatta fino all'altezza della gronda del corpo di fabbrica principale, è risolta nella parte terminale con una loggia-belvedere aperta da serliane, protetta dal soprastante aggetto della copertura e conclusa dalla cupoletta in rame del piccolo osservatorio. Al piano terreno, la torretta comunica con il giardino tramite una breve scalinata dotata di ringhiere in ferro battuto ornate da intrecci di rose, la cui leggerezza si contrappone alla solidità della tradizionale balaustra in muratura a colonnine che affianca la seconda scalinata di accesso al giardino su questo stesso lato, posta all'estremità del loggiato sul fronte principale.

### L'interno
All'interno della villa, il fulcro sul quale si impernia la distribuzione degli ambienti è costituito dal vestibolo ottagonale a cui si giunge dopo il breve corridoio di ingresso.
Nelle finiture, negli arredi, negli episodi decorativi dell'interno prosegue la ricchezza delle facciate, riproposta in una chiave più raffinata e coloristicamente esaltata: il vestibolo è ornato al centro dalla fontana in marmo giallo di Siena, opera dello scultore Galassi, che nella progressione della vasca ottagonale con bassorilievi di animali marini, dei quattro trampolieri stilizzati con le ali aperte e della statua delle Venere poggiante sul piano superiore, raffigura simbolicamente gli elementi acqua, aria e terra.
Il soffitto è decorato da stucchi divisi in settori radiali speculari ai riquadri del pavimento, realizzato in mosaico al pari di quello del corridoio dove un motivo a tralci fa da tappeto appena varcata la soglia; altri stucchi ornano la fascia superiore del vano ottagonale, sottolineano gli spigoli e incorniciano le porte vetrate che, su ciascun lato, si aprono sulle sale di rappresentanza, mentre la grande vetrata in asse con il corridoio di ingresso immette nel vano dello scalone principale.
Realizzate e firmate dalla ditta De Matteis di Firenze, le vetrate hanno una griglia a maglia quadrata di ottone interrotta al centro da rosette con motivi decorativi, tra i quali i più ripetuti sono il coniglio e la lepre, veri e propri ideogrammi della famiglia Masini la cui fortuna economica era derivata dal pelo dei due animali usato per la fabbricazione dei cappelli.
Le due sale affacciate sul lato principale presentano caratterizzazioni differenti: più tradizionale la decorazione del saloncino "rosso", così detto dal colore della tappezzeria in raso, con cornici in stucco sul soffitto e pavimento in legno con motivi di losanghe intrecciate.
Il salone da pranzo stupisce, oltre che per le dimensioni, per l'opulenza decorativa: il soffitto a cassettoni è interamente rivestito di stucchi che proseguono anche sulle pareti incorniciando le specchiature della tappezzeria e le due grandi tele di Emilio Vasarri, dipinte nel 1927 con allegorie di accento simbolista; al di sotto delle tele corre per l'intero perimetro del salone una zoccolatura in boiserie realizzata dalla ditta Tassini, perfettamente conservata al pari dei massicci mobili in noce, della lumiera centrale in ferro battuto e del parquet geometrico.
Conserva la caratterizzazione originale anche il salottino a sinistra del vestibolo, con pavimento in legno, elaborata tappezzeria in Tecco e soffitto a stucco bianco con inserti oro spartito in piccoli riquadri smaltati in rosso e azzurro con rosetta centrale.
Oltre il vestibolo, un corridoio trasversale disimpegna alle estremità le stanze di servizio e precede il vano dello scalone, inquadrato da stucchi, pavimentato a mosaico e illuminato dal lucernario superiore, da una grande vetrata policroma sul pianerottolo e da una seconda vetrata ovale nel sottoscala, decorate con soggetti allusivi all'attività economica del proprietario: la vetrata del pianerottolo è infatti dominata dalla figura della dea Lavoro che, iscritta in un tondo di fiori e frutti, veglia sul cappellificio Masini al motto "Per non dormire", con la fiamma della volontà e la pazienza della tela di ragno; completa l'allegoria l'occhio del sottoscala al cui centro spicca nuovamente la lepre.
La monumentalità della scalinata, in marmo bianco a due rampe con pedate curvilinee irregolari, è esaltata dalla ringhiera in ferro battuto con intrecci floreali e corrimano in legno, con caposcala a forma di drago stilizzato e lampione a boccio di fiore, sempre in ferro battuto, come nodo di raccordo fra le rampe sul pianerottolo del primo piano.
Qui, la distribuzione delle stanze, adibite a camere da letto, si ripete intorno ad un vano ottagonale pavimentato a mosaico, ornato da stucchi e coperto con una cupoletta chiusa al centro da una vetrata circolare raffigurante S. Giorgio e il drago. In asse con la vetrata sul pianerottolo una seconda vetrata immette nel bagno padronale, che conserva le cornici in stucco, i rivestimenti e gli apparecchi sanitari originali e si affaccia sul terrazzo della facciata principale.
Le stanze sui lati conservano anch'esse le decorazioni in stucco o pittoriche del soffitto, le tappezzerie in damasco, i pavimenti in parquet geometrici e i mobili dell'epoca, la cui pesantezza di disegno contrasta non poco con la lievità di episodi più raffinati quali, soprattutto, le vetrate policrome e i sinuosi ferri battuti delle ringhiere e dei lumi.
Gli ambienti del sottotetto, privi di decori e pavimentati in graniglia colorata, sono anch'essi aperti intorno al disimpegno ottagonale, coperto da un lucernario a vetri trasparenti e caratterizzato da un pozzo centrale recinto da una ringhiera in ferro smaltato a protezione della vetrata policroma del soffitto del vano sottostante.
Dal sottotetto si accede alla torretta e di qui all'osservatorio superiore tramite una stretta scala a chiocciola in ghisa con gradini a traforo.

### Il giardino
Tramite l'ingresso laterale sul retro dell'edificio si ritorna nel giardino, punteggiato da episodi decorativi e di arredo che fungono da poli di attrazione e di sosta lungo i percorsi: oltre all'uccelliera con le cariatidi, il pozzo e la fontana con il tritone, particolarmente interessante è il chioschetto circolare con cupoletta sostenuta da colonne composite, sovrastante una grotta artificiale popolata da fantastici mostri marini, sempre opera dello scultore Brandaglia.
Al clima di esotismo che pervade il giardino si riconduce anche la scelta delle essenze arboree, tra le quali spiccano due araucarie nella parte dell'ingresso principale, vera rarità all'epoca della costruzione.
I due corpi della serra e della rimessa si collocano a chiusura dell'angolo Nord della proprietà e si configurano come due episodi di differente impostazione architettonica.
Preceduto dalla fontana con la statua bronzea della Primavera, opera di Pietro Guerri, il padiglione ad un solo piano della limonaia appare squisitamente art-nouveau nella sinuosità delle linee di facciata, aperta in due grandi vetrate tondeggianti circondate da archi a sesto ribassato e decori floreali in ferro battuto e protette da tettoie in vetro. Coperta a terrazzo con parapetto traforato e ornato da rami lunghi e sottili, la limonaia è arricchita dagli episodi plastici degli animali alati reggilampada sugli spigoli e dei vasi e dei limoni a stucco sulla sommità dei pilastri laterali e centrale. La particolare posizione della statua della Primavera, collocata in corrispondenza del pilastro centrale del prospetto, crea inoltre un effetto di corpo unico con l'edificio, che sembra così incorniciare la giovane figura femminile dalle vesti ondeggianti recante allusivamente una ghirlanda di fiori tra le mani.
Alla leggerezza fin-de-siecle della serra si oppone la più rigida grafia della contigua palazzina a due piani della rimessa. Il pian terreno appare inquadrato da tozze paraste bugnate e aperto dagli ampi fornici dei garage decorati dalle protome alate della Vittoria, e il primo piano caratterizzato da finestre trifore e più strette lesene a sostegno del cornicione superiore, culminante a sua volta con il parapetto del terrazzo dominato alle estremità da due aquile ad ali spiegate che trattengono tra gli artigli una ruota gommata, allusiva alla destinazione d'uso dell'edificio. Più leggiadre le decorazioni della piccionaia posta sul tetto, dove l'originale gronda lignea molto sporgente protegge le pitture di voli di rondine.